# Irina Begljakova
Irina Anatol'evna Begljakova (in russo Ирина Анатольевна Беглякова?; 26 febbraio 1933 – Mosca, 19 marzo 2018) è stata una discobola sovietica, vincitrice della medaglia d'argento alle Olimpiadi di Melbourne 1956.

## Palmarès
| Anno | Manifestazione | Sede      | Evento           | Risultato | Misura  | Note |
| ---- | -------------- | --------- | ---------------- | --------- | ------- | ---- |
| 1954 | Europei        | Berna     | Lancio del disco | Argento   | 45,79 m |      |
| 1956 | Olimpiadi      | Melbourne | Lancio del disco | Argento   | 52,54 m |      |
| 1958 | Europei        | Stoccolma | Lancio del disco | 4ª        | 50,87 m |      |